# Зайцева Ольга Олексіївна
Зайцева Ольга Олексіївна (рос. Зайцева Ольга Алексеевна; 16 травня 1978, Москва, Росія) — російська біатлоністка, олімпійська чемпіонка Турина та Ванкувера, триразова чемпіонка світу, заслужений майстер спорту Росії, член збірної Росії з 2001 року.
1 грудня 2017 року рішенням Міжнародного олімпійського комітету за порушення антидопінгових правил позбавлена срібної медалі Олімпійських ігор 2014 року в Сочі та довічно заборонили брати участь в Олімпійських іграх.

## Життєпис
Ольга Зайцева народилась у Москві 16 травня 1978 року. Батько Ольги — пілот цивільної авіації Олексій Миколайович Зайцев, мати — вихователька в дитячому садочку Олександра Дмитрівна Зайцева. Сестри: Олена та Оксана.
Спочатку Ольга займалась лижами. Пішла займатися в лижну секцію вслід за своїми старшими сестрами. З 1991 року вона займалась у московській СДЮШОР № 43.
30 вересня 2006 року Ольга Зайцева одружилася з колишнім членом збірної Словаччини з літнього біатлону Міланом Августином (нар. 1972). Весілля відбулось в містечку Доманіжа, у вузькому сімейному колі. У березні 2007 року народила сина Олександра.